# Team Gerolsteiner
El Team Gerolsteiner va ser un equip alemany de ciclisme en ruta, creat l'any 1999 i desaparegut el 2008, que va participar en l'UCI ProTour. No s'ha de confondre amb l'antic Team Gerolsteiner.

## Palmarès

### Clàssiques
- París-Niça. Davide Rebellin (2008)
- Fletxa Valona. Davide Rebellin (2004, 2007)
- Lieja-Bastogne-Lieja. Davide Rebellin (2004)
- Amstel Gold Race. Davide Rebellin (2004), Stefan Schumacher (2007)

### Grans Voltes
- Tour de França
  - 1 victòria d'etapa
    - 1 el 2005: Georg Totschnig

- Giro d'Itàlia
  - 4 victòries d'etapa
    - 3 el 2006: Stefan Schumacher (2), Robert Förster
    - 1 el 2007: Robert Förster

- Volta a Espanya
  - 2 victòries d'etapa
    - 1 el 2005: Heinrich Haussler
    - 1 el 2006: Robert Forster

## Classificacions UCI
| Temporada | Classificació per equips | Millor ciclista en la classificació individual |
| --------- | ------------------------ | ---------------------------------------------- |
| 1999      | 12è (GSII)               | Michael Rich (184è)                            |
| 2000      | 10è (GSII)               | Michael Rich (98è)                             |
| 2001      | 7è (GSII)                | Georg Totschnig (135è)                         |
| 2002      | 11è                      | Davide Rebellin (9è)                           |
| 2003      | 6è                       | Davide Rebellin (5è)                           |
| 2004      | 3r                       | Davide Rebellin (6è)                           |

UCI ProTour
| Temporada | Classificació per equips | Millor ciclista en la classificació individual |
| --------- | ------------------------ | ---------------------------------------------- |
| 2005      | 6è                       | Davide Rebellin (3r)                           |
| 2006      | 6è                       | Stefan Schumacher (10è)                        |
| 2007      | 14è                      | Davide Rebellin (2n)                           |
| 2008      | 14è                      | Davide Rebellin (24è)                          |

El 2005, l'equip també participà en alguna prova de l'UCI Europa Tour.
UCI Europa Tour
| Temporada | Classificació per equips | Millor ciclista en la classificació individual |
| --------- | ------------------------ | ---------------------------------------------- |
| 2005      | 90è                      | Michael Muck (247è)                            |